# Wilfried Seipel

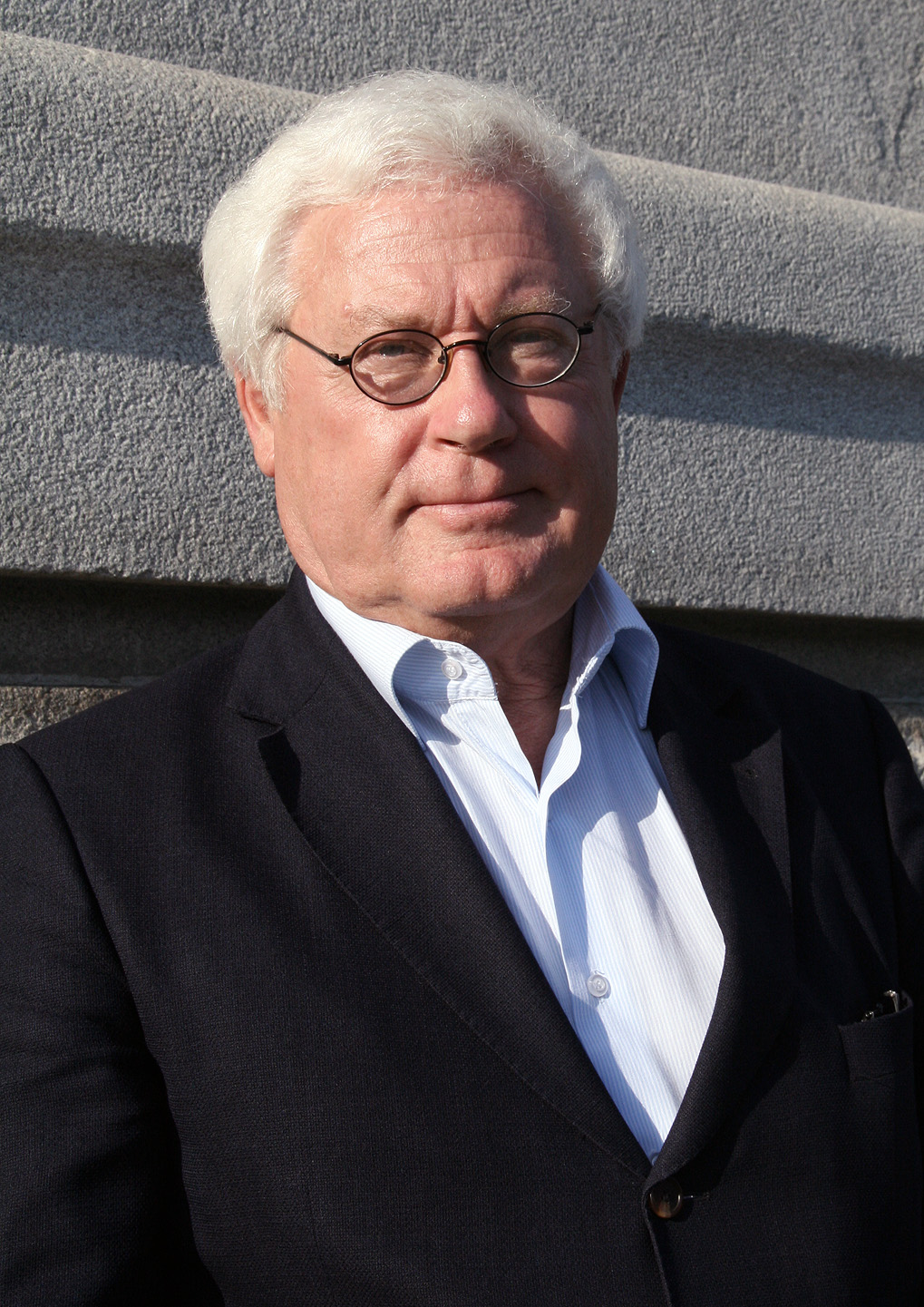
Wilfried Seipel (2009)

Wilfried Seipel (* 5. Juni 1944 in Wien) ist ein österreichischer Ägyptologe. Er war von 1990 bis Ende 2008 Generaldirektor des Kunsthistorischen Museums in Wien.

## Biografie
Der Sohn eines Apothekers studierte nach dem Besuch des Wiener Schottengymnasiums Klassische Philologie, Assyriologie und Ägyptologie in Wien, Heidelberg und Hamburg. In Heidelberg erwarb er den Magistertitel, in Hamburg wurde er zum Dr. phil. promoviert.
Von 1971 bis 1977 war Seipel als Universitätsassistent für Ägyptologie an der Freien Universität Berlin tätig, 1977 bis 1978 als Referent am Österreichischen Archäologischen Institut in Kairo. An der Universität Konstanz arbeitete er von 1978 bis 1983 als Assistenzprofessor und übernahm 1983 eine Lehrstuhlvertretung an der Universität Hamburg. 1983 wurde Seipel Direktor der Städtischen Museen Konstanz. Diese Position hatte er bis 1985 inne, als er als Direktor des Oberösterreichischen Landesmuseums nach Linz berufen wurde.
Er wechselte zum 1. Oktober 1990 nach Wien, übernahm die Stelle des Generaldirektors des Kunsthistorischen Museums und wurde Präsident des Österreichischen Museumsbundes. Hier organisierte er Großausstellungen wie „Gold der Pharaonen“ (318.000 Besucher), „El Greco“ (373.000 Besucher), „Bruegel“ (367.000) oder „Kaiser Karl V.“ (280.000).
Im Jahr 1995 wurde Seipel Präsident des Vereins der Freunde zur Erhaltung und Betreuung des künstlerischen Nachlasses von Fritz Wotruba.
Anfang 1999 erhielt das Museum die Vollrechtsfähigkeit als wissenschaftliche Anstalt. Seit diesem Zeitpunkt war Seipel auch wirtschaftlich für die Institution verantwortlich. Ab 2003 zählen auch das Museum für Völkerkunde Wien und das Österreichische Theatermuseum zum wirtschaftlichen Komplex des Kunsthistorischen Museums. Seit 2001 war Seipel Mitglied des ORF-Publikumsrats.
Internationale Aufmerksamkeit erregte der Diebstahl der Saliera im Jahr 2003. Seipel hatte der damals für Museen zuständigen Bildungsministerin Elisabeth Gehrer seinen Rücktritt angeboten. Im April 2007 wurde ihm als Reaktion auf Kritik des Rechnungshofs ein neuer kaufmännischer Geschäftsführer, Paul Frey, zur Seite gestellt.
Am 31. Dezember 2008 endete nach 17 Jahren die Amtszeit des nicht unumstrittenen Direktors des Kunsthistorischen Museums mit Museum für Völkerkunde und Österreichischem Theatermuseum. Am 1. Jänner 2009 wurde er von Sabine Haag als Generaldirektor abgelöst. Seipel stand bis zu seiner Pensionierung weiterhin dem Museum und der neuen Leitung als Partner zur Verfügung; darüber hinaus verfasste er im Auftrag der Kulturministerin Claudia Schmied (SPÖ) die Studie „Strategische Ansätze zur Weiterentwicklung der österreichischen Bundesmuseen unter besonderer Berücksichtigung der Forschung als Fundament ihrer Sammlungs- und Vermittlungsaufgaben“.
2009 kuratierte Seipel die Sonderausstellung Das Gold der Steppe. Fürstenschätze jenseits des Alexanderreichs in den Reiss-Engelhorn-Museen der Stadt Mannheim.

## Öffentliche Kritik
Als Generaldirektor des Kunsthistorischen Museums (KHM) stand Seipel immer wieder im Mittelpunkt öffentlicher Kritik; seitens der zuständigen Ministerin Elisabeth Gehrer, zu der er ein gutes Verhältnis hatte, erhielt er aber stets Rückendeckung.
Im Zusammenhang mit dem Diebstahl der Saliera 2003 wurden die ungenügenden Sicherheitsvorkehrungen kritisiert; aus Kostengründen war eine Sicherung des Baugerüsts, über das der Täter ins Gebäude eindrang, abgelehnt worden. 2004 behauptete ein wegen Betrugs Vorbestrafter, den Täter zu kennen und in der Lage zu sein, die Rückholung der Saliera zu arrangieren. Es gelang ihm, Seipel davon zu überzeugen, der dem Hochstapler 7.000 Euro aus Steuergeldern zahlte und sich von ihm nach Venedig zur vermeintlichen Rückgabe lotsen ließ. Nachdem die Saliera dann 2006 tatsächlich gefunden wurde, kritisierten mehrere Fachleute, dass Seipel in einer Pressekonferenz das kostbare Stück mit bloßen Händen angefasst hatte.
Ins Schussfeld der Medien geriet er auch durch eine vom Museum ausgerichtete Geburtstagsfeier für den damaligen Kunststaatssekretär Franz Morak, für die 6.000 Euro aus öffentlichen Geldern verwendet wurden.
Die Grünen machten den Rechnungshof 2002 auf mögliche Unregelmäßigkeiten in der KHM-Buchhaltung aufmerksam; ein in den Folgejahren erstellter Prüfbericht des Rechnungshofes enthielt unter anderem folgende Kritikpunkte:
- Der Ankauf einer Sphinx für vier Millionen Dollar im Jahr 1998 erfolgte zu einem Zeitpunkt, als Seipel den Kaufvertrag noch gar nicht hätte abschließen dürfen, da das KHM zu diesem Zeitpunkt noch nicht selbständig war. Der Rechnungshof wies darauf hin, dass die Sphinx – die bei einem Händler aus Mallorca erworben wurde, der sonst nie derart hohe Umsätze machte – entgegen der üblichen Gepflogenheiten in einem ungesicherten Lieferwagen nach Wien gebracht wurde.
- Obwohl es dem KHM verboten ist, Sammlungsgut zu veräußern, verkaufte Seipel zwei Uschebtis: und zwar an sich selbst. Seipel erwiderte auf diesen Kritikpunkt des Rechnungshofs, es habe sich bei den beiden Stücken um Dubletten gehandelt, die nur durch einen Irrtum überhaupt vom KHM inventarisiert worden seien. Der Rechnungshof wies darauf hin, dass das erst zwei Jahre später durch ein Gutachten – erstellt von einer Mitarbeiterin Seipels – bestätigt werden konnte; außerdem wurde das Ausscheiden der beiden Uschebtis verschleiert, indem deren frühere Inventarnummern nicht gelöscht, sondern „gefundenen Leinwänden“ zugewiesen wurden.
- Umgekehrt verkaufte Seipel als Privatmann auch etwas ans KHM, und zwar seinen Pkw. Laut Rechnungshof konnte die Betriebsnotwendigkeit für das Fahrzeug nicht nachgewiesen werden, eine stichhaltige Begründung, warum der Pkw angeschafft wurde, fehle. Seipel verteidigte sich damit, dass Direktoren vergleichbarer Institutionen sogar einen Chauffeur hätten.
- Einige wertvolle Bilder wurden von Seipel ins Ausland verliehen, obwohl ein Erlass den Verleih verboten hatte und sich auch die Restaurierungswerkstätte aus konservatorischen Gründen dagegen ausgesprochen hatte. Seipel erwiderte auf diese Kritik, dass er den – laut Rechnungshof immer noch rechtsgültigen Erlass – für obsolet gehalten habe, und dass im Gegenzug auch wertvolle Stücke nach Wien gelangt wären.
- Der Rechnungshof kritisierte die unzureichende Dokumentation von Seipels Dienstreisen. Während Seipel darauf hinwies, dass er „auf Tag- und Nachtsätze verzichtet und damit dem Museum viel Geld erspart“ habe, konterte der Rechnungshof, dass dafür die von Seipel weiterverrechneten Restaurantrechnungen exorbitant hoch gewesen seien.
- Der Rechnungshof stellte kritisch fest, dass Seipels Geschäftsführerzuschlag innerhalb von 4 Jahren um das Zweieinhalbfache gestiegen sei. Seipel erwiderte, er finde die Bezahlung „angemessen.“
- Für die an Seipel ausbezahlten Zuschläge wurden bis 2001 weder Lohnsteuer noch Sozialversicherungsbeiträge bezahlt.
- Der Rechnungshof hatte wenig Verständnis dafür, dass Seipel als Direktor des KHM jährlich die eigentlich nur für „unverschuldet in Not geratene“ Beamte gedachte weihnachtliche Geldaushilfe von 80 Euro bezog. Seipel rechtfertigte sich damit, dass er davon nichts gewusst habe und künftig darauf verzichten würde.

Nach seiner Frühpensionierung Ende 2008 wurde Seipel von Ministerin Claudia Schmied gegen ein Gesamthonorar von 100.000 Euro mit der Erstellung zweier Studien beauftragt, die er Ende 2009 hätte abgeben sollen. Erst Ende 2010 wurde die erste dieser beiden Studien veröffentlicht: Strategische Ansätze zur Weiterentwicklung der Bundesmuseen unter besonderer Berücksichtigung der Forschung als Fundament der Sammlungs- und Vermittlungsarbeit im internationalen Kontext. Nur 83 Seiten der 555 Seiten umfassenden Studie bestehen aus dem eigentlichen Text (Vorwort und Dank eingerechnet), und das auch nur wegen großzügig gewähltem Zeilenabstand, breitem Seitenrand und mehreren wortwörtlichen Wiederholungen. Der Nutzen der Studie wurde bezweifelt; auf die zweite Studie verzichtete das Kunstministerium mittlerweile völlig. Thomas Trenkler bewertet die Studienvergabe als „Pensions-Zuckerl“.

## Auszeichnungen
- 2000 Berufstitel Professor durch Bundespräsident Thomas Klestil
- 2001 Österreichisches Ehrenkreuz für Wissenschaft und Kunst I. Klasse
- 2002 Kulturpreis der Stadt Leoben
- 2004 Goldenes Ehrenzeichen für Verdienste um das Land Wien[8]
- 2004 Komtur mit Stern des Verdienstordens der Republik Ungarn

Seipel ist Ehrenpräsident des Museumsbundes Österreich und von ICOM Österreich (International Council of Museums), dem internationalen Museumsrat.

## Veröffentlichungen (Auswahl)
- mit Eva Eggebrecht, Saskia Hoffmann, Joachim Selim Karig: Das Land am Nil. Bildteppiche aus Harrania. (= Ramses Wissa Wassef Tapestry Exhibition Catalog.) von Zabern, Mainz 1979, ISBN 3-8053-0423-4 (Roemer- und Pelizaeus-Museum, Hildesheim vom 29. Mai – 16. September 1979, Staatliche Sammlung Ägyptische Kunst, München).
- Untersuchungen zu den ägyptischen Königinnen der Frühzeit und des Alten Reiches, Quellen und historische Einordnung. Dissertation Universität Hamburg, Fachbereich Orientalistik, Hamburg 1980, DNB 810020157.
- Ägypten. Götter, Gräber und die Kunst. 4000 Jahre Jenseitsglaube. (= Katalog zur Ausstellung 9. April bis 28. September 1989 im Schlossmuseum.) Oberösterreichisches Landesmuseum, Linz 1989, ISBN 3-900746-14-1.
- als Hrsg.: Mensch und Kosmos. OÖ. Landesausstellung Linz 1990. 2 Bände (= Katalog zur Ausstellung in Linz, 7. 5. - 4. 11. 1990) Linz 1990, ISBN 3-900746-25-7.
- Gott, Mensch, Pharao. Viertausend Jahre Menschenbild in der Skulptur des Alten Ägypten. Wien 1992, ISBN 3-900325-22-7.
- als Hrsg.: Weihrauch und Seide. Alte Kulturen an der Seidenstraße. Ausstellungskatalog. Kunsthistorisches Museum, Wien 1996, ISBN 3-900325-53-7.
- als Hrsg.: Land der Bibel. Jerusalem und die Königsstädte des Alten Orients. Schätze aus dem Bible Lands Museum Jerusalem. Ausstellungskatalog, Textband. Kunsthistorisches Museum, Wien 1997.
- mit Horst Wenzel, Gotthart Wunberg (Hrsg.): Audiovisualität vor und nach Gutenberg. Zur Kulturgeschichte der medialen Umbrüche (= Schriften des Kunsthistorischen Museums. Band 6). Skira, Milano 2001, ISBN 3-85497-023-4.
- Herausgeber der „Schriften des Kunsthistorischen Museums“ (1995 ff.) und Herausgeber von „Neues Museum“ (1987 ff.)
- Herausgeber von 7000 Jahre persische Kunst. Meisterwerke aus dem Iranischen Nationalmuseum in Teheran. Kunsthistorisches Museum (Kunsthistorisches Museum Wien, Kunst- und Ausstellungshalle der Bundesrepublik Deutschland, Bonn. Skira editore, Mailand), Wien 2001 (Eine Ausstellung des Kunsthistorischen Museums Wien und des Iranischen Nationalmuseums in Teheran).